# Галати
 Тази статия е за келтската народност в Мала Азия.  За селото в Северна Македония вижте Галате.  
Галати (Galatae; Γαλάται, Galatai) се наричат келтите/гали (на гръцки: Γαλάται, Galatai), населили през 278—277 г. пр.н.е. равнинните територии в централна Мала Азия и основали там държавата Галатия. Келтите наброяват около 20 000 воини с техните семейства и са от племената толистобои, тектосаги (част от племето на волките) и трокми, обединени в племенен съюз, и са част от келтската вълна, нахлула в земите на Балканския полуостров.
Тези келти, водени от Леонарий и Лутарий, са наети от царя на Витиния Никомед I срещу селевкидския владетел Антиох I Сотер, като в отплата получават земи за заселване. Тектосагите се заселват в района на град Анкира, който става тяхна столица; толистобоите се установяват в района на град Гордион, преименуван от тях на Виндия, а трокмите се заселват източно от река Халис.
Според Страбон трите племена говорят един и същи език и не се различават едно от друго в никакво отношение. Всяко от тях е разделено на четири части, като всяка има собствено управление. След основаването и укрепването на Галатия, трите племена живеят на федеративен принцип, управлявани от общ съвет от 300 души. Предполага се, че първият, който ги обединява под общо управление е Ортиагон — вожд от средите на толистобоите, което става около 189 г. пр.н.е., в отговор на заплахата от римската експанзия, ръководена от Гней Манлий Вулзон.
След смъртта на последния независим владетел на Галатия Аминтас през 25 г. пр.н.е., келтската държава е превърната в римска провинция. По-късно галатите се споменават в Новия завет (Послание към галатяните на Апостол Павел), от Йосиф Флавий в Юдейски древности и от Йероним.